# Jedek
Mellem 2005-2011 blev et nyt sprog jedek opdaget i en by i området Sungai Rual, nær Jeli-distriktet i sultanatet Kelantan i Malaysia i det nordlige af Malayahalvøen af lingvister fra Lund Universitet. Jedek blev opdaget da lingvisterne ville undersøge sproget jahai, som en del af sprogdokumentationsprojektet Tongues of the Semang. Omkring 280 personer i byen taler jedek. Byen var tidligere blevet undersøgt af antropologer, men de opdagede ikke det ukendte sprog ifølge Niclas Burenhult lektor/adjunkt ved General Linguistics ved Lund Universitet.
Personerne, der taler jedek, er fastboende jægere og samlere. De er mere kønslig ligeværdige end vestlige samfund. De har ingen love eller domstole, ingen professioner eller ord for stillingsbetegnelser, men alle har de færdigheder, som der er brug for ifølge forskerne.